# Jeanette Åkerman
Jeanna (Jeanette) Elisabeth Åkerman, född Bauck 16 december 1798 i Göteborg, död 27 maj 1859 i Dresden, var en svensk målare, kördirigent, tonsättare och organist.

## Biografi
Jeanette Åkerman var dotter till köpmannen Johan Christian Bauck och Anna Maria Dahlgren och gift med grosshandlaren Anders Helmich Åkerman samt syster till Wilhelm Bauck och faster till Jeanna Maria Charlotta Bauck.

### Musiker
Jeanna Åkerman var från 1820-talet och framåt en central gestalt inom musiklivet i Göteborg. Hon var organist i Engelska kyrkan i Göteborg. Hon var länge en ledande kraft inom Harmoniska Sällskapet. Under en period av overksamhet för Harmoniska sällskapet bildade hon år 1855 det privata amatörmusiksällskapet Måndagssångöfvningssällskapet även kallad Måndagssällskapet, tillsammans med Johanna Kobb, Fröjda Levisson och Elise Sirenius. Sällskapet var ovanligt då det stadgade att styrelsens sammansättning skulle bestå av två kvinnor och tre män. Jeanette Åkerman var ledare för måndagssällskapet, som endast var verksamt i två år men som ledde till en livlig musikalisk aktivitet som återupplivade det Harmoniska sällskapet när de två sällskapen år 1857 slogs samman under det sistnämnda under Jeanette Åkermans ledning.
Åkerman har efterlämnat en produktion av solosånger.

### Målare
Åkerman var också bildkonstnär och studerade målning för Fredric Werner. Hon gjorde sig känd för sitt landskapsmåleri. Hennes konst består av landskapsmålningar som har en tydlig influens av Werner. Åkerman är representerad vid Nationalmuseum, Rosendals slott i Stockholm och Rosersbergs slott i Uppland.

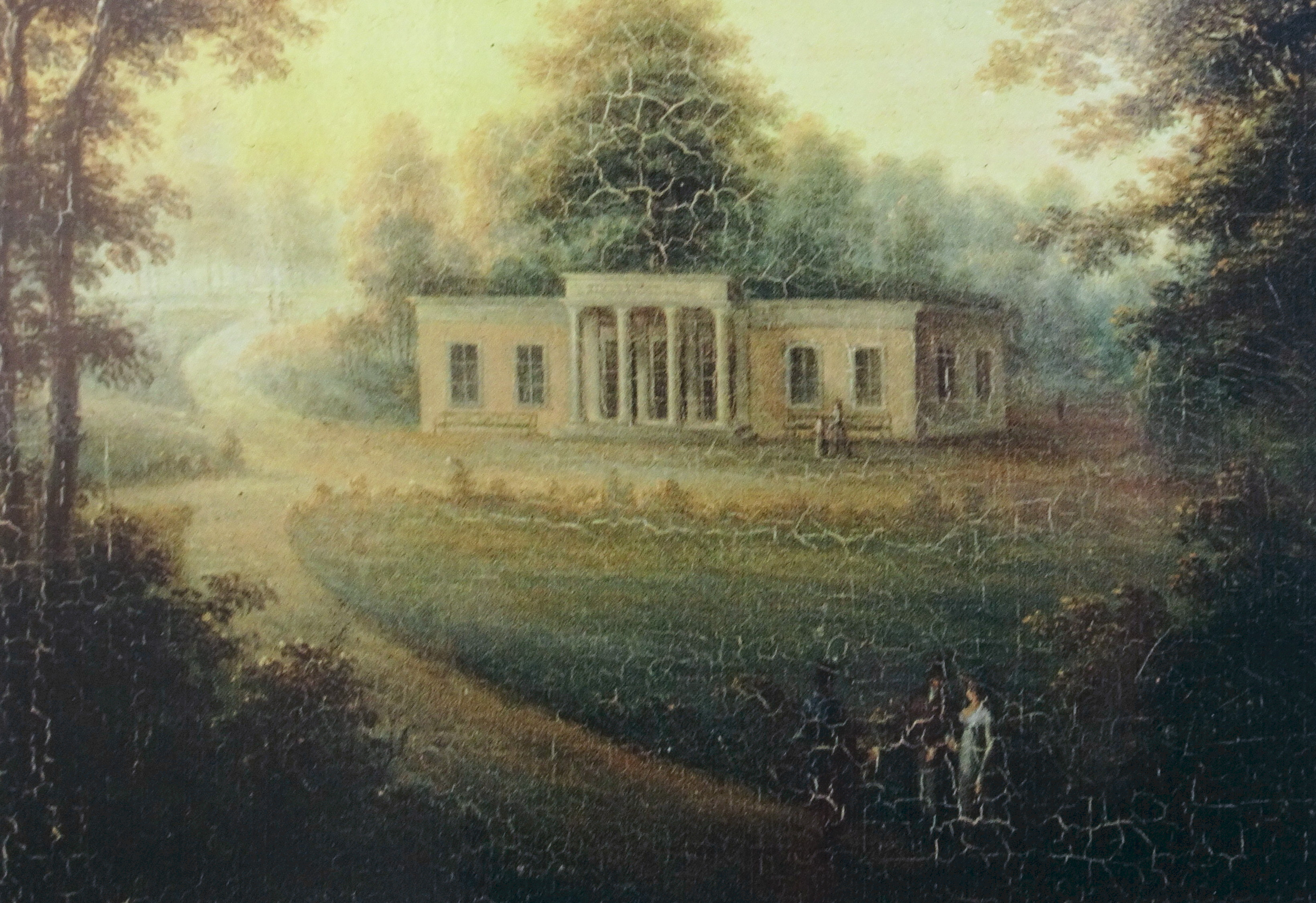
Drottningens paviljong, Rosendals slott, 1819.
Rosendal från norr.
Rosendal från sydost.
Rosendals slott från öster.
Rosendals slott från öster.

## Verklista
- Fyra sånger för en röst med accompagnement af Pianoforte.

1. Guds friden (”Lägg ner ditt pansar”)
2. I månskenet (”Jag ville väl en älva vara”)
3. Fiskarflickan (”Flyg min julle lilla”)
4. Då Greta rodnade (”Har du narrat din fader, säg?”).

- Tre sånger med accompagnement af Piano-Forte. (1834).

1. Stjärnsången (Esaias Tegnér)
2. Ung Astolph och skön Svanvit (Per Daniel Amadeus Atterbom)
3. Zephirs Sång (Per Daniel Amadeus Atterbom)

- Wisper-dalen Det viskar i den stilla dalen (Karl August Nicander)[7]